# Kaukasusnäva
Kaukasusnäva (Geranium platypetalum) är en näveväxtart som beskrevs av Fisch. och Carl Anton von Meyer. Enligt Catalogue of Life ingår Kaukasusnäva i släktet nävor och familjen näveväxter, men enligt Dyntaxa är tillhörigheten istället släktet nävor och familjen näveväxter. Arten har ej påträffats i Sverige. Inga underarter finns listade i Catalogue of Life.